# Илия (пророк)
Вижте пояснителната страница за други значения на Свети Илия.
Илия (иврит: אליהו, Елияху) е еврейски пророк от 9 век пр. Хр., живял в Древен Израел. За него е писано в Стария завет (Юдейската Библия), Новия завет, Талмуда и Корана, също така е герой от фолклора на различни народи, включително и българския. Почитан е от юдеи, християни, мюсюлмани, бахаи, свидетели на Йехова, мормони и раелити.

## В Стария завет (Юдейската Библия)
Като се има предвид колко важен е пророк Илия за юдаизма и християнството, историята му като обем заема удивително малко място в Писанията. С големи подробности е разказано за него в Трета и Четвърта книга „Царства“ и по-малко във Втора книга „Паралипоменон“ и „Книга на пророк Малахия“.

### III и IV книга „Царства“

#### Въведение
Пророк Илия се появява, за да върне еврейския народ към Истинския Бог, защото се е увлякъл по идолопоклонство под влияние на Езавел, съпругата на цар Ахаав. Нищо не се знае за произхода му. Името му, което означава „Моят Бог е Яхве“ може би му е дадено, заради борбата му с култа към езическото финикийско божество Баал. Характерното за Илия е, че проповядва и изобличава дръзко и безстрашно. По това време Баал телецът бил смятан за божество на природата, отговарящ за дъжда, гръмотевицата, светкавицата и росата. Служението пред този демон се изразявало в мазохистични ритуали, често придружавани от човешки жертвоприношения – в повечето случаи на деца. Пророкът предизвиквал от името на Яхве не само него, а и Езавел, жреците ѝ, Ахаав и цял Израел.

#### Политическото положение в Израел
През 9 век пр.н.е. обединеното царство на Давид и Соломон се разделило на две царства – северно (Израел) и южно (Юдея). Йерусалим, центърът на еврейския религиозен и политически живот бил в границите на Юдея. При това положение, от чисто политически съображения, Амрий който станал цар на Израел трябвало да предприеме нещо, за да измести този център на своя територия, в противен случай рискувал предаността на неговите поданици да раздели между Израел и Юдея. Амрий намерил относително лесен начин да централизира властта си като построил нова столица в Самария на височина 91 метра над околността. Но религиозният въпрос представлявал по-голямо предизвикателство, поради неизменната важност на Йерусалимския храм за еврейското богослужение по онова време. За да се откъсне израелската религия от контрола на Храмовите свещеници, три решения били взети:
- да се насърчи строителството на храмове и жертвеници в границите на Израел;
- за свещеници да бъдат назначени хора, които не са от Левиевото коляно;
- строителството на храмове посветени на ханаанитския бог Ваал било разрешено и поощрявано.

И трите били в разрез с Мойсеевия закон и със сигурност щели да предизвикат гнева и възмущението на пророците на Яхве.
Всъщност нито едно от тези решения не било ново за Амрий, изпълението им започнало още при царуването на Еровоам. Но Амрий добавил нова мярка – династичен брак, за да осигури мира със съседните държави, по примера на Соломон. Успял да уреди сватба на сина си Ахаав със сидонската принцеса Езавел, която дошла в Израел не само като принцеса, а и като жрица на Ваал.
Последвалите проблеми може би са загатнати в Псалм 45, смятан от някои като сватбена песен на Ахаав и Езавел:
| „                   | Слушай, дъще, и виж, и приклони ухото си; забрави и народа си, и бащиния си дом; така Царят ще пожелае твоята красота; защото Той е господарят ти; и ти Му се поклони. И тирската дъщеря, даже и богатите от народа ѝ, ще търсят благоволението Ти с подаръци. | “ |
| (Псалми 45:10 – 12) | |   |

Всички тези мерки за известно време донесли сигурност и стопански напредък за Израел. Това обаче предизвикало силното възмущение на пророците на Яхве, които проповядвали строго придържане към Мойсеевите закони.

#### Илия и вдовицата от Сарепта
След спречкването му с Ахаав, Илия избягал от Израел и се скрил при потока Херит, източно от Йордан, където бил хранен от врани. Потокът пресъхнал и Господ го изпратил в Сарепта Сидонска при една вдовица, която щяла да се грижи за него. Като пристигнал и ѝ поискал нещо за ядене, му отвърнала, че самата тя и болният ѝ син нямало какво да ядат. Илия отново ѝ заръчал да му даде да яде и я уверил, че докато трае сушата Бог няма да позволи тя или синът ѝ да останат гладни. Вдовицата нахранила Илия, с последната храна, която ѝ е останала и обещанието на Илия като по чудо се изпълнило. После по някое време синът ѝ починал, но Илия се помолил на Господ да го върне и той оживял.
След две години на глад и суша, Бог казал на Илия да се върне при Ахаав и да обяви края на сушата. По пътя пророкът срещнал Авдий, домоуправителят на царя, който криел 100 пророка на Яхве, по времето, когато Езавел и Ахаав са ги убивали. Илия изпратил Авдий обратно при царя, за да разгласи неговото завръщане в Израел.

#### Предизвикателството към Ваал
Илия се връща в Израел насред дълга суша и жега и предизвиква жреците на Ваал „на съзтезание“. (И призовете името на бога си, и аз ще призова името на Господа; и онзи Бог, който отговори чрез огън, той нека е Бог.) Жреците радробяват един юнец на части и го приготвята за всевъжение. Жреците почвят да се молят на Ваал да даде жертвен огън, но такъв не пада до пладне и дори след това до часа на жертвоприношение. Тогава Илия, взима дванадесет камъни и съгражда олтар на Господа (дванадесете камъка символизират дванадесете колена на Авраамовия род), огражда олтара с бразда, и нарежда дърва около олтара. Впоследствие на три пъти излива с четири стомни вода върху всевъжението и то отива в браздата, докато тя се напълни. Накрая Илия се помолва на Бог за огън и такъв пада от небето, изгаряйки жертвата, дърветата, камъните и облизвайки водата от браздата. Илия, чувствайки се морален победител нарежда на народа на Кисон да избие пророците на Ваал След което предсказва дъжд. Качва се на планината Кармил и кара слугата си седем пъти да погледне. на седмия път той вижда малък тъмен облак, който бързо се разраства и завалява дъжд.

#### На планинатаХорив
Езавел, разгневена от заповедта на Илия да се избият всички нейни жреци, заплашила да го убие. Това е първата им среща. По-късно Илия ще пророкува за смъртта ѝ, заради нейния грях. Пророкът избягал в Беер Шева, Юдея, после продължил през пустинята и на един ден път се спрял, легнал под една хвойна и се помолил на Бог да го убие понеже смятал, че не е по-добър от всички останали грешници. Сетне заспал под дървото. Внезапно един ангел го събудил и му казал да стане и да яде. Илия се надигнал и видял, че до главата му има пита, печена на жарава и стомна с вода. Ял, пил и легнал да спи. Ангелът пак дошъл при него, събудил го и отново му казал да яде и пие, защото го чака дълъг път.
Илия пътувал 40 дни и 40 нощи до планината Хорив и като стигнал се подслонил в една пещера. Бог го попитал: „Какво правиш тук, Илия?“ и пророкът изповядал всичко, което го мъчи и че се уповава единствено на Господа. Тогава Бог му казал да излезе от пещерата и да се яви на планината пред Него. Последвали силен вятър и земетресение, огън се разгорял пред Илия и чул Бог отново да го пита с „тих нежен глас“: „Какво правиш тук, Илия?“ Илия отново заговорил за страданието си като гледа колко грешен е светът. Бог го изпратил в Дамаск да помаже Азаил за цар на Сирия, Ииуй за цар на Израел и Елисей за свой заместник.

#### Лозето наНавутей
Израелският цар Ахаав поискал да присвои лозето на езраелеца Навутей понеже било близо до палата му. И така предложил на собственика му или да го размени за друго хубаво лозе, или да го купи. Но Навутей отказал, защото Бог му забранил да продава тази земя. Ахаав приел отговора много тежко, бил тъжен и огорчен. Езавел обаче скроила заговор, за да заграби лозето на израелеца. Тя пратила писма от името на Ахаав до старейшините и благородниците в града на Навутей, в които им заръчала да го поставят на видно място пред народа, да намерят двама лъжесвидетели, които да го набедят, че е похулил Бога и царя, сетне да го изведат извън града и да го убият с камъни. Така и направили. Като разбрала, че планът е сработил и Навутей е мъртъв, Езавел казала на Ахаав да вземе лозето.
Тогава Илия по Божия заръка отишъл при царя и му казал така: „Уби ли ти, а още присвои ли? Така казва Господ: На мястото, където кучетата лизаха Навутеевата кръв, ще лижат твоята кръв – да!, – твоята собствена.“ Между двамата избухнала свада. Ахаав нарекъл пророка „свой враг“, а Илия му отвърнал, че Господ ще го накаже за злите му деяния и изрекъл пророчество, в което се казвало, че цялата държава ще отхвърли властта му, че кучета ще разкъсат Езавел при рова на Езраел и че цялото му семейство ще умре и ще бъде изядено от кучета (ако са в града) или от птици (ако са на полето). Когато чул това, царят искрено се разкаял, до такава степен, че Бог се смилил и се зарекъл, че няма да накаже него, а ще го върне на жена му Езавел и сина им Охозия.

#### Цар Охозия
Цар Охозия паднал отвисоко и се наранил много сериозно. Тогава пратил хора да се допитат до акаронския езически бог Ваал-Зевув (Велзевул) дали ще оздравее. Но Илия пресрещнал пратениците и им заръчал да се върнат при царя и да му предадат следното послание: „Така казва Господ: Няма ли Бог в Израел, че пращаш да се допитват до акаронския бог Ваал-Зевув? И така, няма да станеш от леглото, на което си легнал, а непременно ще умреш.“ Охозия попитал вестоносците как изглежда човекът изрекъл предупреждението, те го описали и царят се сетил, че това е тесвиецът Илия. Тогава пратил три подразделения войници да го арестуват. Две от тях били унищожени от Небесен огън, изпратен от Бога по молба на Илия. Водачът на третото помолил пророкът да се смили над него и войниците му и да ги придружи до царя. Илия се съгласил, предал пророчеството лично на Охозия и то се изпълнило.

#### Възнасянето на Илия
Илия и ученикът му Елисей отишли до брега на Йордан, а от другата страна на реката стояли още 50 пророчески ученика и ги наблюдавали. Тогава Илия взел кожуха си, сгънал го, ударил с него водата, тя се разделила и двамата преминали по сухо. Изведнъж се появила огнена колесница с огнени коне и отнесла Илия с вихрушка на Небето. Като излитала кожухът му паднал на земята и Елисей го взел. Често се прави съпоставка с Енох, който също е отведен с огнена колесница на небето.

### „Книга на Малахия“
Пророчество относно Илия изрича пророк Малахия в своята книга от Библията, според която Илия ще предвести идването на Месия. (Ето, Аз ще ви изпратя пророк Илия, Преди да дойде великият и страшен ден Господен;)

## В Новия завет
Тъй като имал предсказание, че Илия ще предвести идването на Месия мнозина за мислели за Исус Христос и Йоан Кръстител че някой от тях двамата е Илия. Например Исус Христос пита учениците си за кого го мислят хората „Те отговориха: едни - за Йоана Кръстителя, други - за Илия, а някои - за Иеремия, или за едного от пророците“. Според самия Исус „Илия, първом като дойде, ще уреди всичко; а Син Човечески, както е писано за Него, трябва да пострада много и да бъде унижен. Но казвам ви, че и Илия дойде, както е писано за него, и сториха му, каквото си искаха.“ Впоследствие това било разтълкувано в смисъл, че той визира Йоан Кръститител.
На друго място пак Исус Христос е казал "Истина ви казвам: Между родените от жени, не се е въздигнал по-голям от Иоана Кръстителя; обаче, най-малкият в небесното царство, е по-голям от него. А от дните на Иоана Кръстителя до сега небесното царство на сила се взема, и които се насилят го грабват. Защото всичките пророци и законът пророкуваха до Иоана; и, ако искате да го приемете, тоя е Илия, който имаше да дойде.
Също така Илия и Мойсей се явяват на Христос в Деня на Преображението. Любопитно е, че по това време Иоан Кръстител вече е убит и това засилва впечатлението, че става дума за него.
Последно пророк Илия се споменава в Евангелията след последните думи на Христос. Тъй като думите Илия и Отче звучали по един начин, стоящите помислили че Исус моли за помощ Илия, а той се обърнал към Господ..
Според тълкуванията на православната Църква за пророк Илия се говори в последната книга на Библията – „Откровение на Свети Йоан Богослов/Апокалипсис“ като за единия от двамата пророци, които Бог ще прати преди края на света, за да изобличават антихриста. Свети пророк Илия е един от двамата човеци, които са взимани живи на небето с огнена колесница – хилядолетия преди него тази участ има патриарха Енох. Пророчеството гласи, че щом те двамата се върнат ще приемат мъченическа смърт и три дни телата им ще лежат на улиците непогребани, целият свят ще ликува и хората ще си раздават подаръци от радост по смъртта им.
Пророк Илия е един от най-великите християнски светии.

## Във фолклора
В традиционния български фолклор свети Илия е смятан преди всичко за владетел на небето, подземните дълбини и летните гръмотевици, които получава след делба на света със своите петима братя – свети Атанас, свети Никола, свети Иван, свети Рангел и свети Петър. Той лети в небето на огнена колесница, има власт над летните бури и може да пуска или спира по своя воля облаците и дъждовете. Негова сестра е св. Марина Огнена

## В изкуството
Бразилският писател Паулу Коелю в книгата „Петата планина“ представя живота на Илия в Сарепта (в книгата това е Тир). Илия успява да съживи момчето на старицата, но Бог му казва, че ще позволи да направи само още едно чудо в живота си – за да спаси Тир или за да победи Йезавел. Илия избира да рискува града и след като той е разрушен до основи го пресъгражда, вярвайки, че се бори с Бог; хората се обединяват около него. Постепенно Илия осъзнава, че той изпълнява волята Божия. Книгата свършва как той отива да предизвика жрециет на Ваал и ги избива.